# کارسون‌سیتی (نوادا)
کارسون‌سیتی (به انگلیسی: Carson City) مرکز ایالت نوادا در آمریکاست. 

## جغرافیا
این شهر در سال ۲۰۰۰ میلادی ۵۲ هزار نفر جمعیت داشت و مساحت آن ۴۰۰ کیلومتر مربع است.
کارسون‌سیتی در غرب ایالت نوادا واقع شده و بخشی جدا به‌شمار می‌آید و جزو هیچ‌یک از شهرستان‌های ایالات نیست.

## تاریخچه
کارسون‌سیتی در سال ۱۸۵۱ و در زمانی که معدنکاری در نوادا شکوفا شده‌بود تأسیس شد و در مورد کارسون‌سیتی معدن نقره‌ای که اکنون کانی‌های آن کاملاً‌استخراج شده باعث ایجاد این شهر شده‌بود.

## نامگذاری
این شهر به نام کیت کارسون که از مسافران کاشف در منطقه بود نام‌گذاری شده‌است.

## نگارخانه

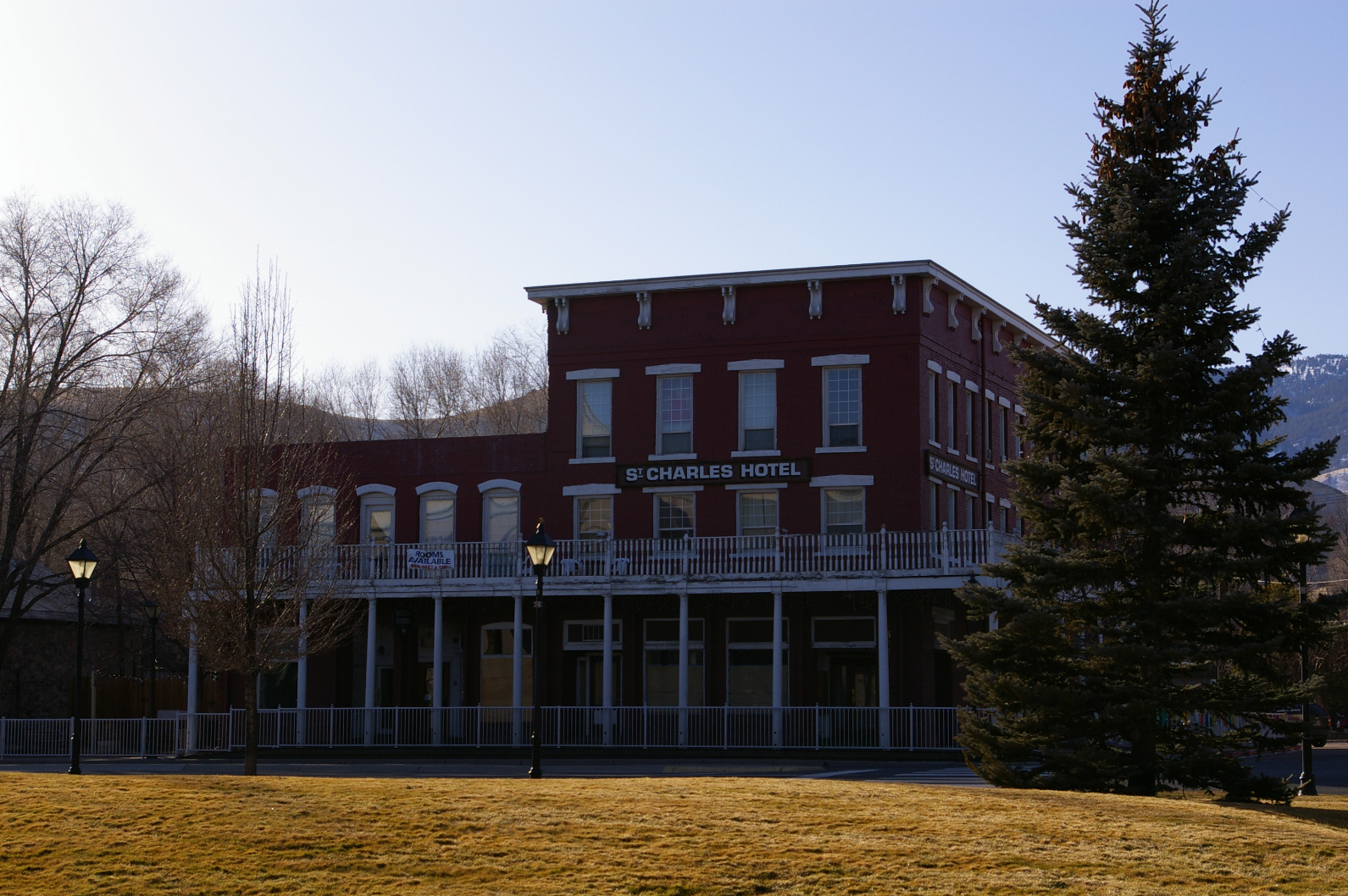
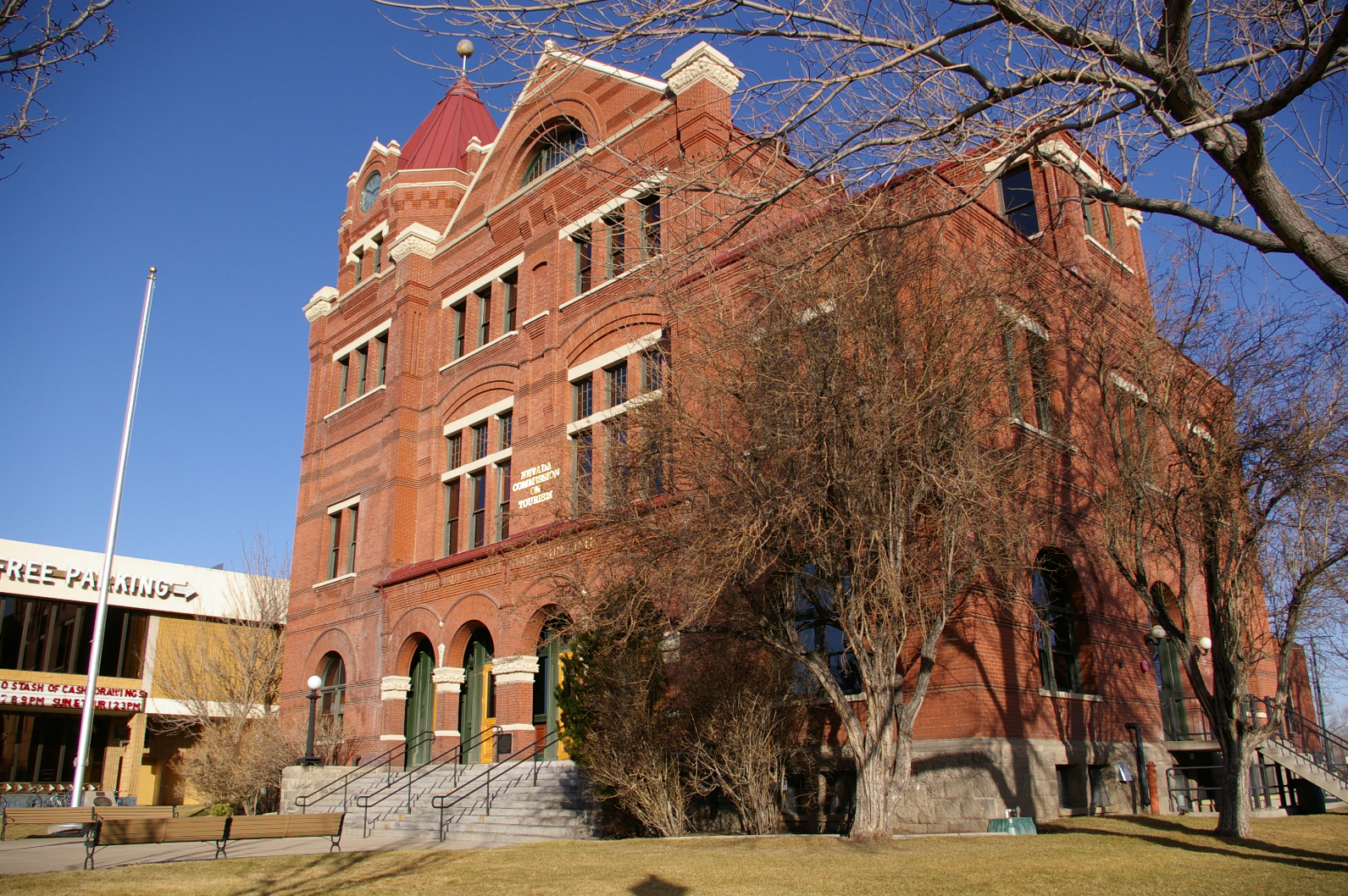
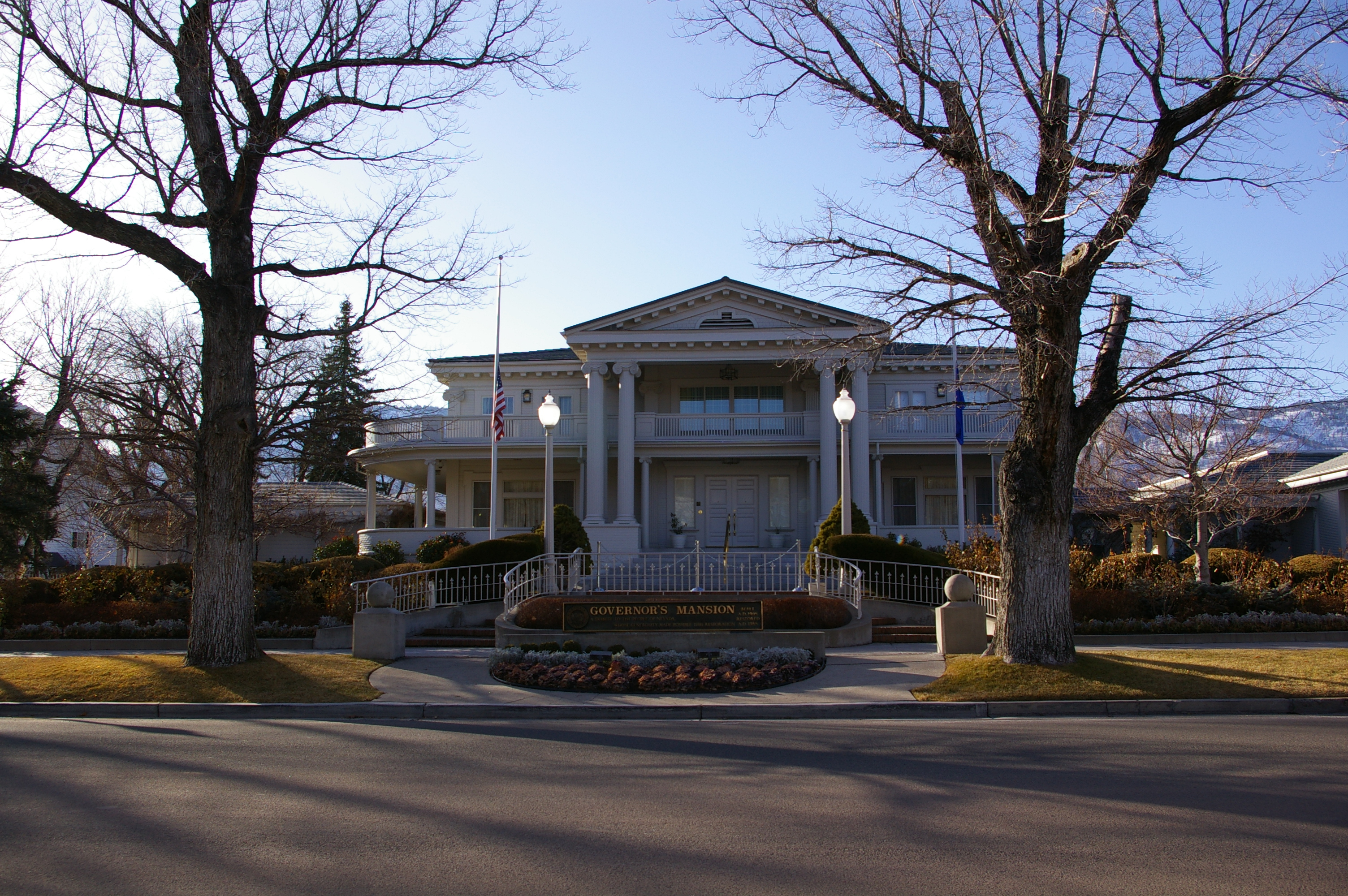